# Malthonica africana
Malthonica africana là một loài nhện trong họ Agelenidae.
Loài này thuộc chi Malthonica. Malthonica africana được Eugène Simon & Jean-Louis Fage miêu tả năm 1922.